# Скальмеж
Скальмеж (пол. Skalmierz) — село в Польщі, у гміні Блашки Серадзького повіту Лодзинського воєводства.
Населення — 348 осіб (2011).
У 1975-1998 роках село належало до Серадзького воєводства.

## Демографія
Демографічна структура станом на 31 березня 2011 року:
|          | Загалом | Допрацездатний вік | Працездатний вік | Постпрацездатний вік |
| -------- | ------- | ------------------ | ---------------- | -------------------- |
| Чоловіки | 172     | 45                 | 116              | 11                   |
| Жінки    | 176     | 37                 | 100              | 39                   |
| Разом    | 348     | 82                 | 216              | 50                   |